# Distrito judicial de Junín
El distrito judicial de Junín es una división administrativa del Poder Judicial del Perú. Tiene como sede la ciudad de Huancayo y su competencia se extiende a siete provincias del departamento de Junín (Huancayo, Concepción, Chupaca, Jauja, Tarma, Yauli y Junín) además de la provincia de Tayacaja del departamento de Huancavelica.

## Historia
Los inicios de este distrito judicial se remontan a la creación de la Corte Superior de Justicia de Junín, la misma que fue creada el 30 de febrero de 1920 mediante Ley N° 4049 que, en el mismo acto, también creó la Corte Superior de Justicia de Lambayeque. Inicialmente, la competencia de esta corte se fijó sobre el territorio de los departamentos de Huánuco y Junín (que en ese momento incluía las provincias del actual departamento de Pasco y cuya capital era, precisamente, la ciudad de Cerro de Pasco). La corte se instaló en Cerro de Pasco el 15 de mayo de 1920 bajo el gobierno de Augusto B. Leguía y sus primeros vocales fueron los señores Oscar Blondet, Miguel A. Martínez, Bernardino León; el Fiscal y el fiscal fue el doctor Gerardo J. Lugo.
El 15 de enero de 1931 según decreto del presidente Luis Miguel Sánchez Cerro, la ciudad de Huancayo fue nombrada capital del departamento de Junín en reemplazo de Cerro de Pasco. Este cambio generó el establecimiento en la ciudad de las oficinas gubernamentales de nivel departamental como la Prefectura del departamento y la Corte Superior de Justicia.
El 20 de diciembre de 1935, durante el gobierno de Oscar R. Benavides, se creó el distrito judicial de Huánuco que incluiría dentro de su competencia a las provincias del departamento de Huánuco así como la provincia de Pasco que aún pertenecía al departamento de Junín. De esa manera se escinden esos territorios de su competencia. El traslado definitivo de la Corte se realizaría el 8 de octubre de 1941.
En el año 2017 se creó el distrito judicial de la Selva Central retirando de la jurisdicción de este distrito a las provincias de Oxapampa, Chanchamayo y Satipo.

## Conformación
Consta de 40 dependencias judiciales incluyendo seis Salas Superiores, 35 Juzgados Especializados y 19 Juzgados de Paz Letrado además de diversos jueces de paz en distintas localidades de su jurisdicción.

## Jurisdicción
El distrito judicial de Junín tiene una jurisdicción sobre siete provincias del departamento de Junín ([provincia de Huancayo|Huancayo]], Concepción, Chupaca, Jauja, Tarma, Yauli y Junín) además de la provincia de Tayacaja del departamento de Huancavelica.